# Харківська трудова комуна імені Ф. Е. Дзержинського
Комуна імені Ф. Е. Дзержинського — дитяча трудова комуна, яка діяла в УСРР у 1920–30-х роках. Заснована 1927 року в селищі Новий Харків (передмістя Харкова). З 20 жовтня 1927 до 1 липня 1935 року комуною керував А. С. Макаренко. 1930 року в комуні відкрито робітничий факультет Харківського машинобудівного інституту, 1932 року — завод електроінструментів, згодом завод плівкових фотоапаратів. Від 1933 року комуна першою в СРСР серед дитячих закладів перейшла на повне самозабезпечення. Від 1934 року тут працювала середня школа.
У комуні набули дальшого розвитку педагогічний досвід Колонії імені Максима Горького та ідеї поєднання навчання з продуктивною виробничою працею. Діяльність комуни А. С. Макаренко описав у книгах «Марш 30 року», «Мажор», «ФД-1», «Прапори на баштах» та інших.